# Рейхман, Гизела
Гизела Рейхман (нем. Gisela Reichmann) — австрийская фигуристка, серебряный призёр чемпионата мира 1923 года трёхкратная чемпионка Австрии 1913,1917—18 годов в женском одиночном катании.
На чемпионате 1923 года была второй следом за соотечественницей Хермой Сабо, третье место заняла шведка Свеа Норен.

## Спортивные достижения

### Женщины
| Соревнования/Сезоны | 1913 | 1914 | 1917 | 1918 | 1923 | 1924 |
| ------------------- | ---- | ---- | ---- | ---- | ---- | ---- |
| Чемпионаты мира     |      | 5    |      |      | 2    | 4    |
| Чемпионаты Австрии  | 1    |      | 1    | 1    | 2    |      |